# Lillebjørn Nilsen

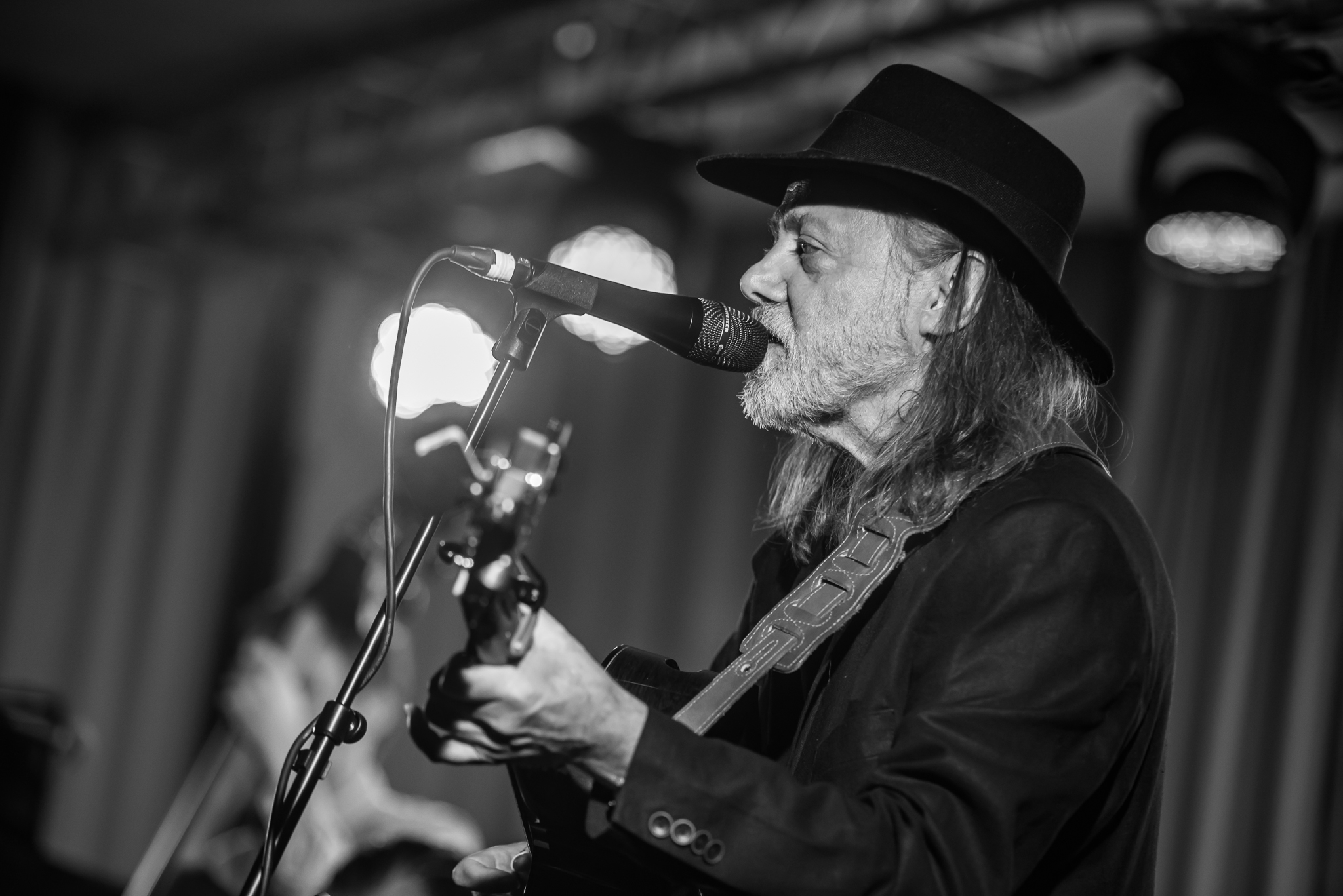
Lillebjørn Nilsen (2015)

Bjørn „Lillebjørn“ Falk Nilsen (* 21. Dezember 1950 in Oslo; † 27. Januar 2024) war ein norwegischer Liedermacher und Volkssänger. Er spielte unter anderem Hardangerfiedel und Gitarre. Nilsen wurde auch als „Die Stimme von Oslo“ bezeichnet, da er ab den 1970er-Jahren mehrere bekannte Lieder über die Stadt schrieb.

## Leben

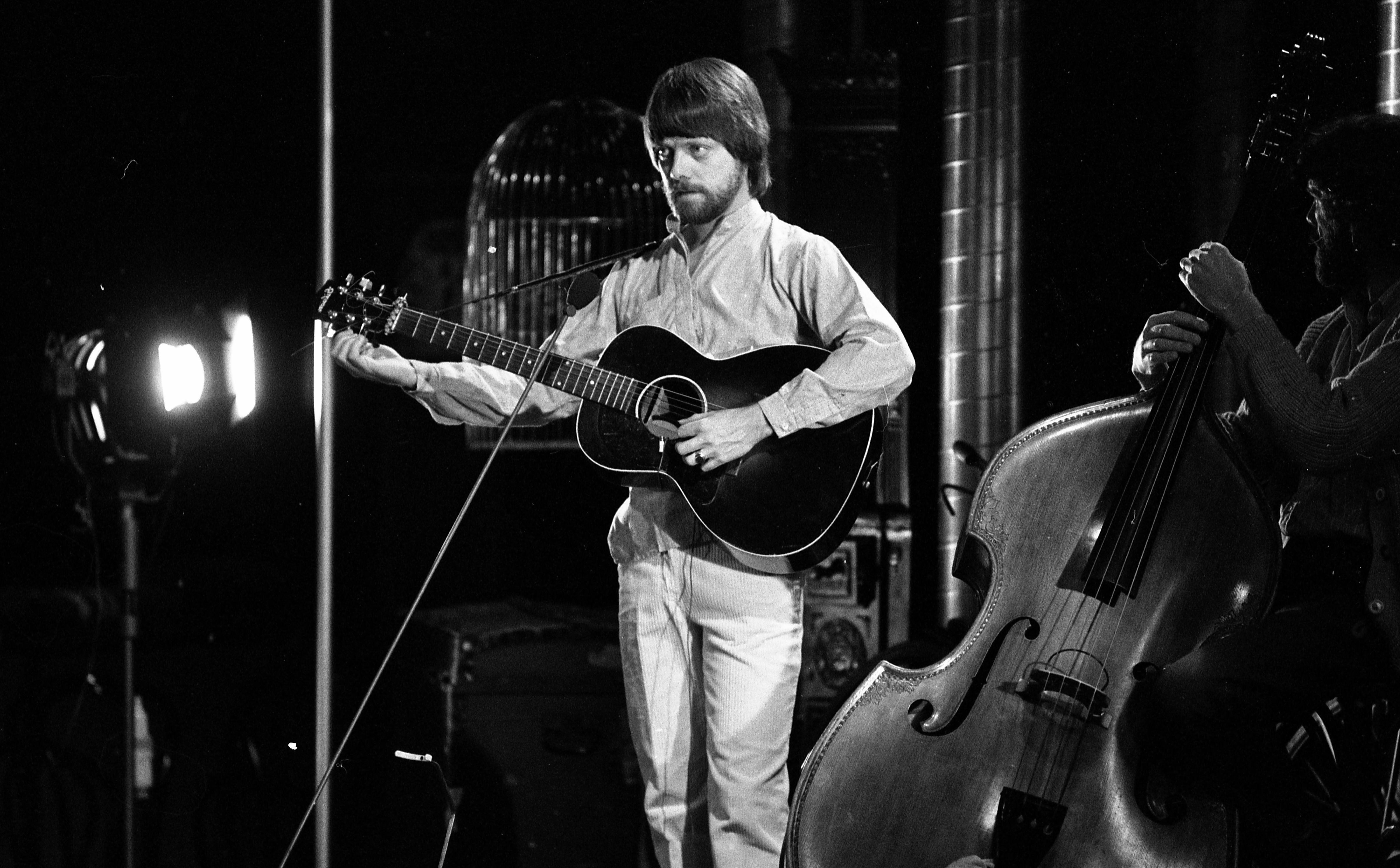
Lillebjørn Nilsen, 1982

Nilsen wuchs in Oslo auf. Dort besuchte er den Musikzweig der Hartvig-Nissen-Schule. Erste Bekanntheit erlangte er ab 1966 als Mitglied des Duos The Young Norwegians, das er gemeinsam mit Bjørn Morisse bildete. In dieser Zeit erhielt Nilsen den Namen Lille-Bjørn (deutsch Kleiner Bjørn), da Morisse der Größere der beiden war. Später entfiel der Bindestrich und er begann unter dem Namen Lillebjørn Nilsen aufzutreten. Dem Duo trat später Steinar Ofsdal bei und es wurden von der Gruppe bis zur Auflösung im Jahr 1968 zwei Alben veröffentlicht. Nilsen begann anschließend als Solokünstler aufzutreten. Zudem war er als Schauspieler am Film Himmel og helvete beteiligt. Während er in The Young Norwegians noch englischsprachige Lieder sang, wechselte er als Solokünstler ins Norwegische. Im Jahr 1971 kam sein Debütsoloalbum Tilbake heraus. Mit diesem Album konnte er sich als sozial und politisch engagierter Liedermacher in der norwegischen Musikwelt positionieren und erreichte den ersten Platz der norwegischen Albumcharts. Inspiriert war er dabei von Amerikanern wie Pete Seeger und Bob Dylan.
Auch mit seinen folgenden Alben und Liedern konnte sich Nilsen wiederholt in den norwegischen Musikcharts platzieren. Als Single in die Musikcharts stieg 1973 das Lied Barn av regnbuen (deutsch Kinder des Regenbogens) sowie 1974 das Lied Haba Haba ein. Bei ersterem handelte es sich um eine norwegische Übersetzung von Pete Seegers Song My Rainbow Race. Viele von Nilsens Liedern entwickelten sich in Norwegen zudem zu populären Klassikern. Für sein Album Portrett konnte Nilsen beim Musikpreis Spellemannprisen für das Musikjahr 1973 in der Kategorie „Årets Viseplatte“ gewinnen. Seine zweite Solo-Auszeichnung erhielt er beim Spellemannprisen 1982 in der Kategorie „Årets Vise“ für das Album Original Nilsen. Insgesamt wurde er beim Spellemannprisen zwischen 1973 und 1988 fünf Mal als Solokünstler nominiert. 1987 erhielt er den Fritt-Ord-Preis.
Neben seiner Solokarriere kooperierte er weiterhin mit anderen Künstlern. So arbeitete er wiederholt mit Steinar Ofsdal zusammen und wurde Teil der Gruppen Ballade! und Gitarkameratene. Die Supergruppe Ballade! war eine Zusammenarbeit mit Birgitte Grimstad, Åse Kleveland und Lars Klevstrand, die von Ende der 1970er-Jahre bis 1980 andauerte. Die Gruppe veröffentlichte zwei Alben, bei denen Nilsen Haupt-Songwriter war. Beim Spellemannprisen 1980 gewann Ballade! mit dem Werk Ekstranummer in der Kategorie „Viser“. Als Mitglied des Projekts På stengrunn war er daran beteiligt, Gedichte von Rudolf Nilsen – einem Dichter der Arbeiterbewegung – in Lieder umzuwandeln. Beim Spellemannprisen 1974 war er als Teil von Lillebjørn med venner für das Werk Og Fia hadde sko in der Kinder-Album-Kategorie nominiert. Die Supergruppe Gitarkameratene bestand von 1988 bis 1994 aus Nilsen, Øystein Sunde, Halvdan Sivertsen und Jan Eggum. Sie gewann beim Spellemannprisen 1990 in der Kategorie „Visesang“ und wurde zudem mit dem Årets Spellemann ausgezeichnet, einem Preis für Personen und Gruppen, die sich in einem Musikjahr besonders hervorgetan haben. Nilsen trat in seiner Karriere auch wiederholt außerhalb von Norwegen auf. Seine Tourneen führten ihn unter anderem in weitere skandinavische Länder sowie in die USA.
Im Jahr 2010 erhielt Nilsen den norwegischen Gammlengprisen für seine musikalische Lebensleistung. Am 26. April 2012 sangen über 40.000 Norweger das Lied Barn av regnbuen im Rahmen einer Protestdemonstration gegen Anders Behring Breivik, der als Angeklagter im Prozess wegen der von ihm verübten Anschläge angegeben hatte, Nilsen für ein „sehr gutes Beispiel eines Marxisten“ und das Lied für „Gehirnwäsche“ zu halten. Im Juni 2022 wurde er mit dem norwegischen Verdienstorden Sankt-Olav-Orden in der Ordensklasse Ritter 1. Klasse ausgezeichnet. Beim Spellemannprisen 2022 wurde er mit dem Ehrenpreis ausgezeichnet.
Nilsen veröffentlichte über die Zeit hinweg auch mehrere Bücher, unter anderem Kinderbücher und Gitarrenbücher.
Er verstarb im Januar 2024 im Alter von 73 Jahren.

## Auszeichnungen
Spellemannprisen
- 1973: „Årets Viseplate“ (für Portrett)
- 1979: Nominierung in der Kategorie „Viseplate“ (für Oslo 3)
- 1982: „Årets Vise“ (für Original Nilsen)
- 1985: Nominierung in der Kategorie „Visesang“ (für Hilsen Nilsen)
- 1988: Nominierung in der Kategorie „Visesang“ (für Sanger)
- 2022: „Ehrenpreis des Jahres“

Weitere
- 1983: Prøysenprisen
- 1984: Oslo Bys kunstnerpris
- 1987: Fritt-Ord-Preis (Fritt Ords Honnør)[6]
- 2017: St.-Hallvard-Medaille[12]
- 2022: Sankt-Olav-Orden, Ritter erster Klasse[11]

## Diskografie

### Alben
| Jahr | Titel                      | Höchstplatzierung, Gesamtwochen, AuszeichnungChartsChartplatzierungen (Jahr, Titel, Platzierungen, Wochen, Auszeichnungen, Anmerkungen) | Anmerkungen                                            |
| Jahr | Titel                      | NO | Anmerkungen                                            |
| ---- | -------------------------- | --- | ------------------------------------------------------ |
| 1971 | Tilbake                    | NO20 (1 Wo.)NO |                                                        |
| 1973 | Portrett                   | NO1 (26 Wo.)NO |                                                        |
| 1974 | Og Fia hadde sko           | NO9 (11 Wo.)NO |                                                        |
| 1975 | Byen med det store hjertet | NO13 (4 Wo.)NO |                                                        |
| 1978 | Ballade                    | NO5 (16 Wo.)NO | mit Lars Klevstrand, Birgitte Grimstad & Åse Kleveland |
| 1979 | Oslo 3                     | NO27 (9 Wo.)NO |                                                        |
| 1982 | Original Nilsen            | NO4 (29 Wo.)NO | Spellemannprisen mit Hot Club de Norvège               |
| 1985 | Hilsen Nilsen              | NO14 (2 Wo.)NO |                                                        |
| 1993 | Nære Nilsen                | NO11 (4 Wo.)NO |                                                        |
| 1996 | 40 spor: Nilsens 40 beste  | NO2 Platin · (20 Wo.)NO |                                                        |

Weitere Alben
- Haba Haba (1974)
- Hei fara! Norske folkeviser (1974)
- Oslo (1978)
- Live at Sioux Falls (USA 1980)
- Ballade! Ekstranummer (1980)
- Tekst og musikk: Lillebjørn Nilsen (1986)
- Sanger (1988)
- Haba Haba (1995)
- Byen med det store hjertet (Wiederveröffentlichung 2003)
- Tilbake (Wiederveröffentlichung 2003)
- Portrett (Wiederveröffentlichung 2003)

### Singles
| Jahr | Titel Album                 | Höchstplatzierung, Gesamtwochen, AuszeichnungChartsChartplatzierungen (Jahr, Titel, Album, Platzierungen, Wochen, Auszeichnungen, Anmerkungen) | Anmerkungen |
| Jahr | Titel Album                 | NO | Anmerkungen |
| ---- | --------------------------- | --- | ----------- |
| 1973 | Barn av regnbuen Portrett   | NO1 (21 Wo.)NO |             |
| 1974 | Haba, Haba Og Fia hadde sko | NO6 (6 Wo.)NO |             |